# Femmes dans l'informatique

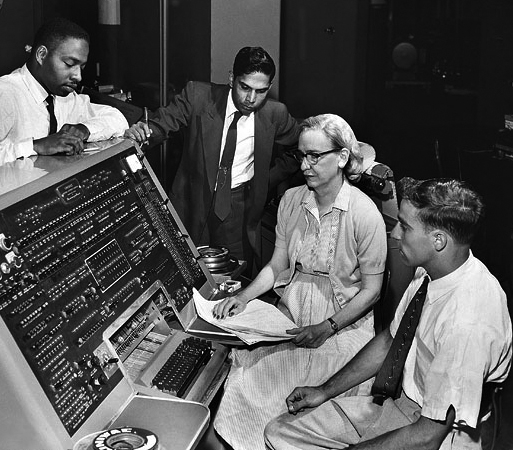
Grace Hopper et l'UNIVAC I, vers 1960.

Les femmes ont eu une place importante dans le développement de l'informatique. Elles ont façonné l'évolution des technologies de l'information. Elles sont les premières programmeuses des débuts du XXe siècle et ont apporté des contributions majeures à cette industrie. Avec le changement des technologies et des pratiques, le rôle des femmes en tant que programmeuses se modifie et l'histoire officielle de l'informatique tend à faire disparaître leur rôle et leurs innovations dans ce domaine.
Depuis le XVIIIe siècle, des femmes développent des techniques de calcul sophistiquées, comme Nicole-Reine Lepaute, qui aida Lalande à calculer la trajectoire de la comète de Halley, et Maria Mitchell, qui travailla à l'observatoire naval des États-Unis, sur les tables de positions de la planète Vénus. Le premier algorithme pouvant être exécuté par un ordinateur est créé par Ada Lovelace (1815-1852), une pionnière de l'informatique. Grace Hopper est la première personne à concevoir un compilateur pour la programmation d'un langage. Du XIXe jusqu'après la Seconde Guerre mondiale, la programmation est essentiellement effectuée par des femmes. Des exemples significatifs en sont les Harvard Computers, les activités de cryptanalyse à Bletchley Park et les activités des ingénieures de la NASA.
Après les années 1960, le travail des calculatrices étiqueté à l'origine comme « soft », qui donne son nom au software en anglais (logiciel en français), évolue et voit l'importance des femmes décroître, leur rôle étant relégué au second plan. La disparité en matière de genre et l'absence des femmes dans l'informatique a été à maintes reprises étudiée, aucune explication définitive ne semblant formulée. Les femmes ont néanmoins continué à produire des avancées majeures dans le domaine de l'informatique, et des tentatives pour réduire les disparités de genre sont introduites. Au XXIe siècle, nombre de femmes ont des rôles clés dans l'industrie de l'informatique, comme Meg Whitman, présidente et CEO de Hewlett Packard Enterprise, et Marissa Mayer, présidente et CEO de Yahoo!, ainsi que porte-parole pour le groupe Google[réf. nécessaire].

## Histoire

### XVIIIesiècle
Nicole-Reine Étable de la Brière Lepaute est l'une des membres d'un groupe de calculatrices humaines qui travaillent avec Alexis Claude Clairaut et Joseph Jérôme Lefrançois de Lalande afin de prédire la date de retour de la comète de Halley. Le groupe commence son travail en 1757, travaillant toute la journée et parfois même durant les repas. Leurs méthodes sont appliquées par des calculateurs et calculatrices humaines par la suite. Elle consiste à diviser les calculs complexes en une série de morceaux de « calculs indépendants, pour assembler les résultats de chaque groupe dans un résultat final » et ensuite mettre en œuvre les vérifications pour corriger les erreurs. Lepaute continue son travail de calculatrice durant le restant de sa vie, travaillant pour Connaissance des temps et publiant des prédictions des éclipses solaires.

### XIXesiècle

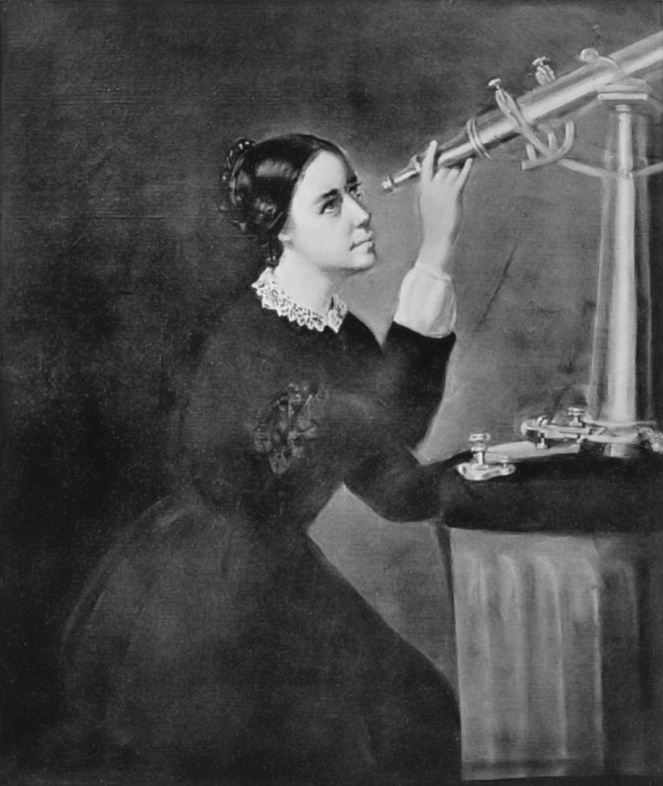
Portrait de l'astronome Maria Mitchell par H. Dassell, en 1851.

Une des premières calculatrices humaines en Amérique est Maria Mitchell. Son travail consiste à calculer la trajectoire de la planète Vénus pour le Nautical Almanac. L'Almanac ne vit jamais le jour, mais Mitchell devint la première professeure d'astronomie du Vassar College.
Ada Lovelace est la première à publier un algorithme, une boucle de code pouvant être exécutée par le premier ordinateur moderne, la machine analytique créée par Charles Babbage. Elle est ainsi considérée comme la première développeuse,,. Lovelace prend connaissance de la machine différentielle de Babbage à 17 ans. En 1840, elle écrit à Babbage et lui demande de travailler avec lui sur sa première machine. À ce moment, Babbage a déjà changé son concept pour travailler sur sa machine analytique. Un article décrivant la machine intitulé « Notions sur la machine analytique », publié par L. F. Menabrea, attire l'attention de Lovelace qui non seulement le traduit en anglais, mais en corrige les erreurs. Babbage suggère qu'elle ajoute ses propres idées à la traduction, ce qu'elle fait en signant avec ses initiales seulement « AAL », et, ce faisant, « synthétisant le champ de la vision de Babbage ». Lovelace imagine le type d'impact que pourrait avoir une telle machine analytique sur la société. Elle explique comment la machine pourrait traiter les données entrantes et sortantes, leur traitement et leur stockage. Elle créé également des démonstrations mathématiques pour montrer comment la machine pourrait traiter des nombres de Bernoulli en toute autonomie. Ces preuves sont considérées comme les premiers exemples de preuve d'un programme informatique,. Lovelace cherche constamment l'ombre, par exemple en ne signant qu'à l'aide de ses initiales AAL, afin de ne pas être accusée de vantardise.
Après la guerre de Sécession aux États-Unis, davantage de femmes sont employées comme calculatrices humaines. Beaucoup sont des veuves recherchant ainsi des moyens de subsistance. D'autres sont engagées quand le gouvernement ouvre les postes aux femmes en raison de la pénurie de main-d'œuvre constituée par les seuls hommes.

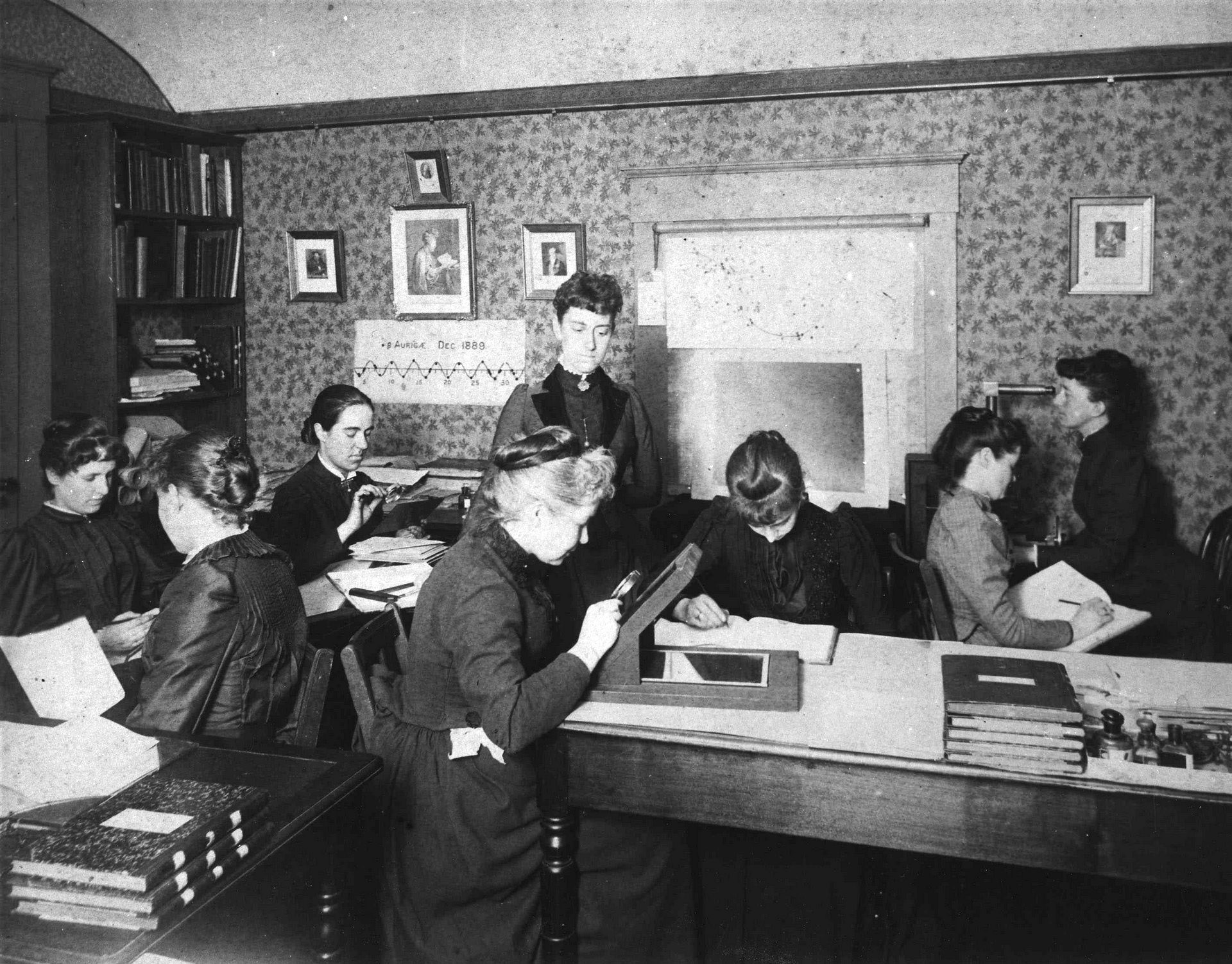
Les calculatrices humaines de l'astronome Edward Charles Pickering à Harvard.

Anna Winlock demande à rejoindre l'observatoire de Harvard en 1875 et est engagée pour travailler au tarif de 25 cents de l'heure. Au tournant de 1880, Edward Charles Pickering engage plusieurs femmes à l'université Harvard, parce qu'il sait qu'elles sont tout aussi compétentes que les hommes dans ce travail et aussi parce qu'il les paie moins et peut leur demander de faire davantage de travail bénévole,. Ces femmes décrites comme le « harem de Pickering » ou encore les « Harvard Computers » réalisaient également un travail de clerc que les hommes employés considéraient rébarbatif pour seulement une fraction du coût qu'aurait représenté l'embauche d'une homme pour le même poste.

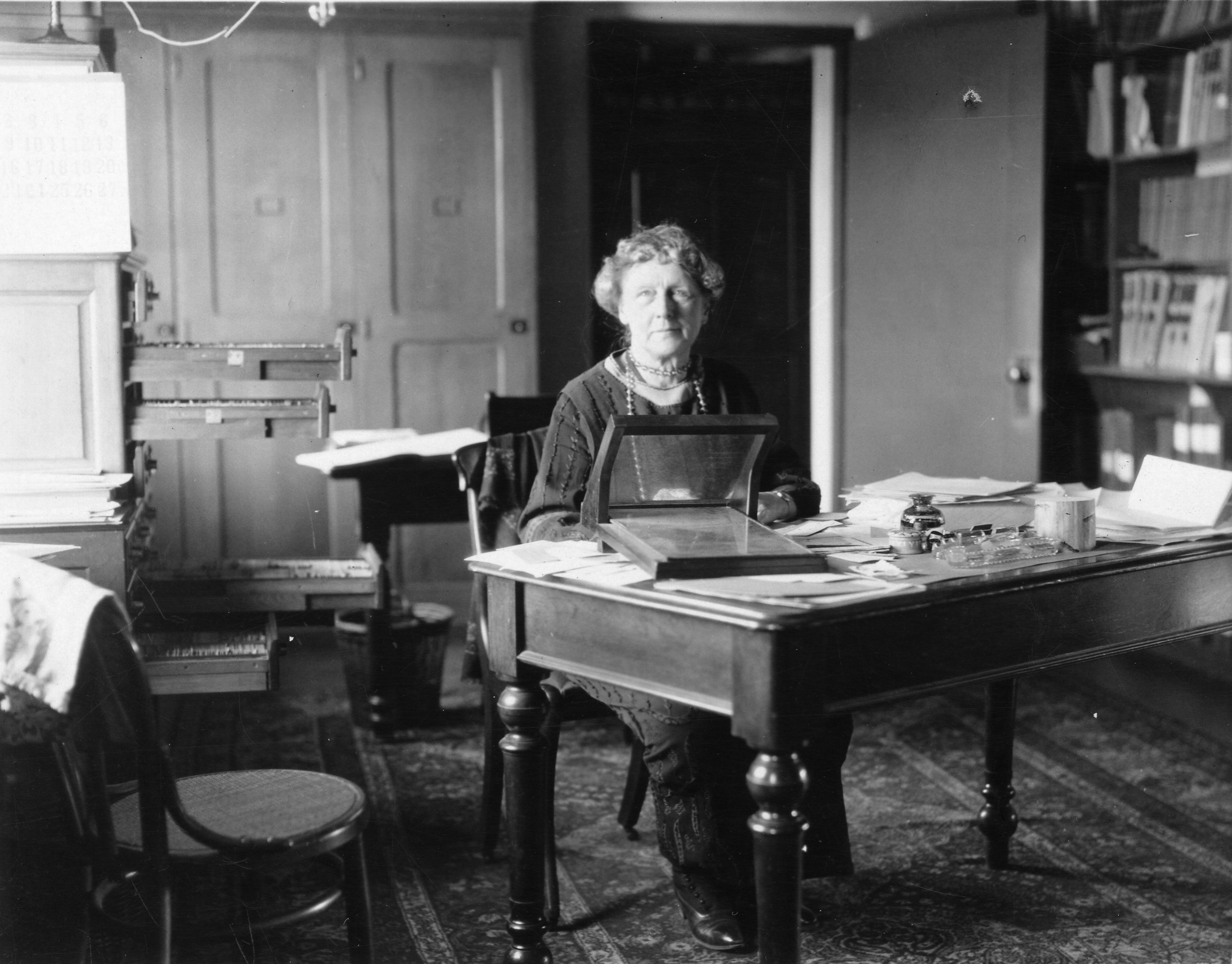
Annie Jump Cannon à Harvard

Les calculatrices travaillant sous la direction de Pickering ont répertorié plus de 10 000 étoiles, découvrant au passage la nébuleuse de la Tête de Cheval et développé un système pour décrire les étoiles. Une des calculatrices, Annie Jump Cannon, pouvait classifier trois étoiles par minute. Les emplois de Pickering deviennent si populaires que les femmes se portent volontaires pour travailler, même gratuitement. Même si elles ont joué un rôle important, les Harvard Computers étaient payées moins qu'un ouvrier d'usine.
Dans les années 1890, les calculatrices sont des diplômées universitaires cherchant des emplois qui leur permettent d'utiliser les connaissances acquises. Florence Tebb Weldon est l'une d'entre elles. Elle produit des calculs relatifs à la biologie, et notamment des démonstrations de l'évolution, en travaillant avec son mari W. F. Raphael Weldon. Les calculs de Florence Weldon démontrent que les statistiques peuvent soutenir la théorie de l'évolution de Charles Darwin. Une autre calculatrice dans le domaine de la biologie est Alice Lee, qui a travaillé avec Karl Pearson. Pearson engagea aussi deux sœurs pour travailler à temps partiel comme calculatrices dans son laboratoire Biometrics Lab, Beatrice Mabel Cave-Browne-Cave et Frances Cave-Browne-Cave.

### Années 1910
Pendant la Première Guerre mondiale, Karl Pearson et son équipe du Biometrics Lab contribuent à la production des calculs de balistique pour le ministère de l'Armement. Beatrice Cave-Brown-Cave participe au calcul des trajectoires des obus. En 1916, Cave-Brown-Cave quitte le service de Pearson et commence à travailler pour le ministère à temps plein. Aux États-Unis, des femmes sont embauchées en 1918 en tant que calculatrices pour effectuer des calculs balistiques dans les locaux du Washington Mall (en). L'une de ces femmes, Elizabeth Webb Wilson, accède au titre de calculatrice en chef. Après la guerre, les femmes qui avaient travaillé aux calculs balistiques pour le gouvernement des États-Unis rencontrent des difficultés à trouver du travail dans le secteur du calcul. Elizabeth Webb Wilson finit par enseigner les mathématiques en lycée.

### Années 1920

Un groupe d'opératrices travaillant sur un standard téléphonique de la compagnie AT&T.

Dans les années 1920, le professeur George Snedecor utilise des cartes perforées et des calculateurs afin d'améliorer le fonctionnement des départements des sciences et de l'ingénierie à l'université d'État de l'Iowa où il enseigne et où il a fondé le premier département universitaire de statistiques des États-Unis. Snedecor emploie des personnes en tant que calculateurs, dont beaucoup sont des femmes. Parmi elles, Mary Clem est celle à qui on doit l'invention de l'expression « zero check » qu'on utilise dans le cadre de l'identification d'erreurs de calcul. Le département du calcul dirigé par Clem devient à son époque un des lieux les plus importants dans le domaine du calcul,.
Des calculatrices femmes travaillent aussi à l'American Telephone & Telegraph Company (A.T.T.). Ces calculateurs humains travaillent avec des ingénieurs en génie électrique afin d'imaginer la façon d'amplifier les signaux grâce à des tubes à vide. La calculatrice Clara Froelich et ses collègues calculatrices d'A.T.T. sont finalement transférées à un nouveau secteur spécialement créé où elles travaillent avec un mathématicien, Thornton Carle Fry (en), pour créer leurs propres méthodes computationnelles. Froelich étudie la tabulatrice d'IBM et les machines à calculer de bureau afin d'imaginer des façons de les adapter.
Edith Clarke est la première femme aux États-Unis à obtenir un diplôme en génie électrique et à travailler en tant qu'ingénieure dans ce secteur. Elle est embauchée en 1923 par General Electric. Clarke dépose aussi un brevet en 1921 pour un calculateur graphique conçu pour être utilisé dans la résolution de problèmes concernant les lignes électriques. Le brevet est officiellement enregistré en 1925.

### Années 1930
Le National Advisory Committee for Aeronautics (NACA), ancêtre de la National Aeronautics and Space Administration (NASA) a recruté un groupe de cinq femmes en 1935 pour travailler comme calculatrices. Ces femmes ont travaillé sur des données provenant de souffleries et de vols d'essais.

### Années 1940

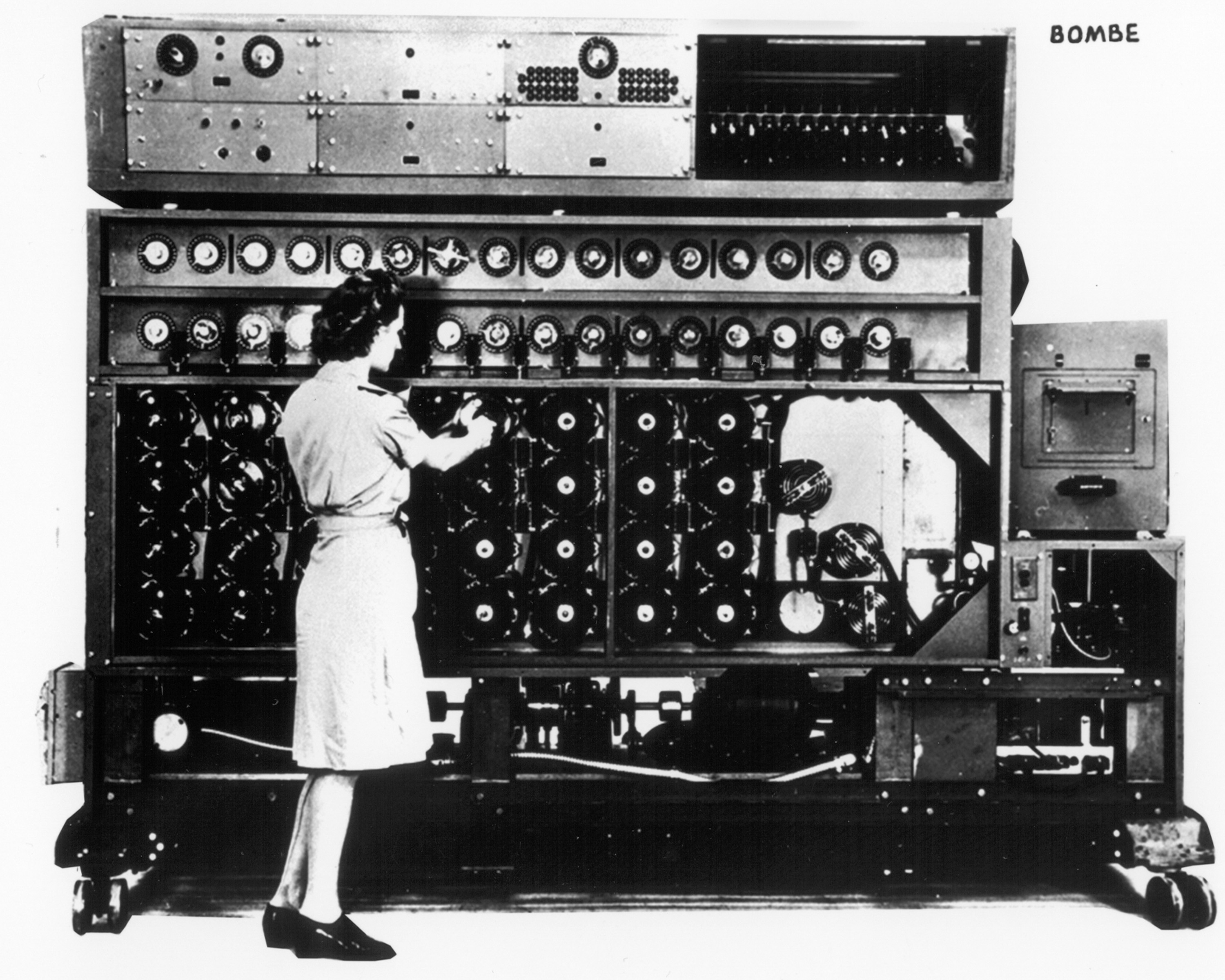
Une femme travaillant sur un dispositif informatique Bombe.

L'informatique et les calculs « fastidieux » sont vus comme du travail de femmes durant les années 1940, ce qui a donné le terme de « kilogirl », inventé par un membre du Applied Mathematics Panel (en) au début des années 1940 : un kilogirl d'énergie est « équivalent à environ mille heures de calculs ». Alors que la contribution des femmes à l'effort de guerre pendant la Seconde Guerre mondiale aux États-Unis est encensée par les médias, leurs rôles et leurs efforts sont minimisés. Sont notamment minimisées la complexité, la compétence et la connaissance nécessaires pour travailler sur les calculateurs ou travailler comme calculatrices humaines. Durant la Seconde Guerre mondiale, les femmes effectuent la plupart des calculs balistiques, que les ingénieurs masculins considèrent comme inférieurs à leur niveau d'expertise. Les calculatrices noires travaillent autant (voire souvent deux fois plus) que leurs collègues blanches, dans des situations de ségrégation. En 1943, presque toutes les personnes employées comme calculateurs sont des femmes.
Le NACA étend son équipe de calculatrices dans les années 1940. Le NACA déclare en 1942 que « les ingénieurs reconnaissent que les calculatrices effectuent le travail plus rapidement et plus précisément qu'ils ne pourraient le faire ». En 1943, les deux groupes ségrégués travaillent dans la partie est et la partie ouest de la Langley Air Force Base. Les femmes noires sont ainsi les « West Area Computers », les « calculatrices de la zone ouest ». Contrairement à leurs homologues blanches, elles sont contraintes par le NACA de reprendre des cours universitaires qu'elles ont déjà validés ; beaucoup d'entre elles ne recevront jamais aucune promotion.
Des femmes travaillent également aux calculs balistiques de missiles. En 1948, des femmes comme Barbara Paulson travaillent sur la fusée-sonde WAC Corporal, calculant les trajectoires des missiles après le lancement.
Des femmes travaillent également en cryptographie et, après une certaine résistance, beaucoup d'entre elles interviennent sur « la Bombe », l'instrument électromécanique de Bletchley Park destiné à casser les codes allemands d'Enigma. Joyce Aylard est l'une d'entre elles. La cryptologue Joan Clarke travaille avec son ami Alan Turing sur Enigma. Lorsqu'elle est promue, il n'existe pas de postes de « cryptologue féminin senior » dans la fonction publique : on l'inscrit alors dans les registres en tant que linguiste. Lorsque Clarke développe une méthode pour accélérer le décryptage de messages à double chiffrement, sa technique n'est pas baptisée d'après son nom, contrairement à l'usage courant du côté masculin. D'autres cryptologues encore sont impliquées à Bletchley, comme Margaret Rock, Mavis Batey, Ruth Briggs et Kerry Howard. En 1941, le travail de Batey permet aux Alliés de casser le code de la marine italienne avant la bataille du cap Matapan. Aux États-Unis, plusieurs machines de type Bombe plus rapides sont créées. Des femmes, comme Louise Pearsall, sont recrutées par le WAVES pour casser des codes et utiliser les machines Bombes américaines.
Hedy Lamarr, en collaboration avec George Antheil, conçoit une méthode de saut de fréquence pour aider au guidage à distance des torpilles de la Navy. La Navy ne prend pas en compte cette idée, mais Lamarr et Antheil obtiennent un brevet pour leur méthode le 11 août 1942. Cette technique est utilisée par la suite par la Sylvania Electronic Systems Division dans les années 1950, mais aussi dans des technologies sans fil contemporaines très répandues comme le bluetooth et le Wi-Fi.

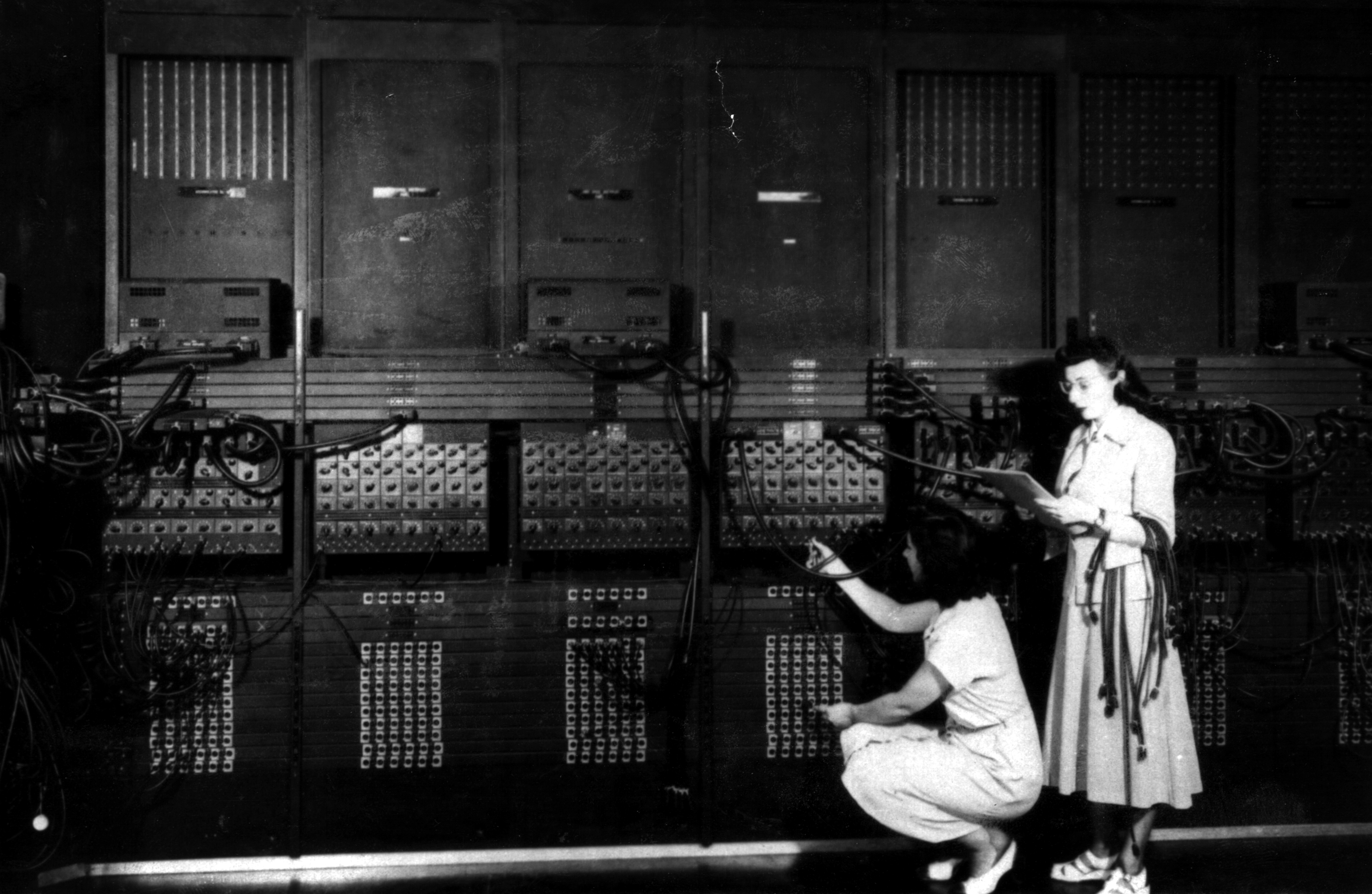
Marlyn Meltzer (debout) et Ruth Teitelbaum (accroupie) programmant l'ENIAC en 1946.

Les programmeuses de l'ordinateur ENIAC en 1944 sont six mathématiciennes : Marlyn Meltzer, Betty Holberton, Kathleen Antonelli, Ruth Teitelbaum, Jean Bartik, Frances Spence. Elles sont calculatrices au laboratoire d'informatique de la Moore School of Electrical Engineering (en). Adele Goldstine est leur enseignante et formatrice et elles sont surnommées les « ENIAC girls ». Les femmes qui travaillent sur l'ENIAC sont prévenues qu'elles ne pourront pas être promues à un rang professionnel réservé aux hommes. Concevoir le matériel était vu comme un « travail d'homme » alors que la programmation était vu comme un « travail de femme ». Parfois, les femmes se procurent des plans et des schémas électriques afin de comprendre comment la machine fonctionne et comment la programmer. Elles apprennent comment marche l'ENIAC en le réparant, parfois en rampant dans le calculateur et en réparant des « bugs » dans la machinerie. Bien que les programmeuses soient supposées réaliser la partie logicielle, en réalité, elles contribuent également au développement de la partie matérielle de l'ENIAC. Quand l'ENIAC est révélé au public en 1946, Goldstine et les autres femmes préparent la machine ainsi que la démonstration, qui a lieu en public. Aucune mention de leur travail n'est faite dans le compte rendu officiel de l'événement public. Après la démonstration, l'université organise un dîner où aucune des six programmeuses de l'ENIAC n'est invitée.
Au Canada, Beatrice Worsley commence à travailler au conseil national de recherches canadien en 1947 où elle est chercheuse en aérodynamique. Un an plus tard, elle commence à travailler au Centre de Calcul de l'université de Toronto récemment ouvert. Elle construit un analyseur différentiel en 1948 et elle travaille également avec les machines d'IBM afin de réaliser des calculs pour l'EACL. Elle part étudier l'EDSAC à l'université de Cambridge en 1949. Elle écrit le premier programme exécuté à l'EDSAC le 6 mai 1949,.
Grace Hopper est la première personne à créer un compilateur pour un langage de programmation et une des premières programmeuses de l'ordinateur Harvard Mark I, un ordinateur électromécanique basé sur la machine analytique. Les travaux de Hopper sur les ordinateurs débutent en 1943, lorsqu'elle commence à travailler au computational project du « Bureau of Ordnance » de l'université Harvard où elle programme le Harvard Mark I. Hopper ne programme pas seulement l'ordinateur, elle crée également un manuel complet de 500 pages pour celui-ci. Bien que Hopper ait créé ce manuel qui a été largement cité et publié, elle n'est pas créditée. Hopper est souvent mentionnée comme ayant inventé les termes « bug » et « debugging », basés sur l'anecdote du papillon de nuit qui a causé un dysfonctionnement sur le Mark II. Même si un papillon de nuit a effectivement été trouvé dans le Mark II et que le processus pour l'enlever peut être qualifié de « debugging », le terme était en fait déjà utilisé parmi les programmeurs,,.

### Années 1950

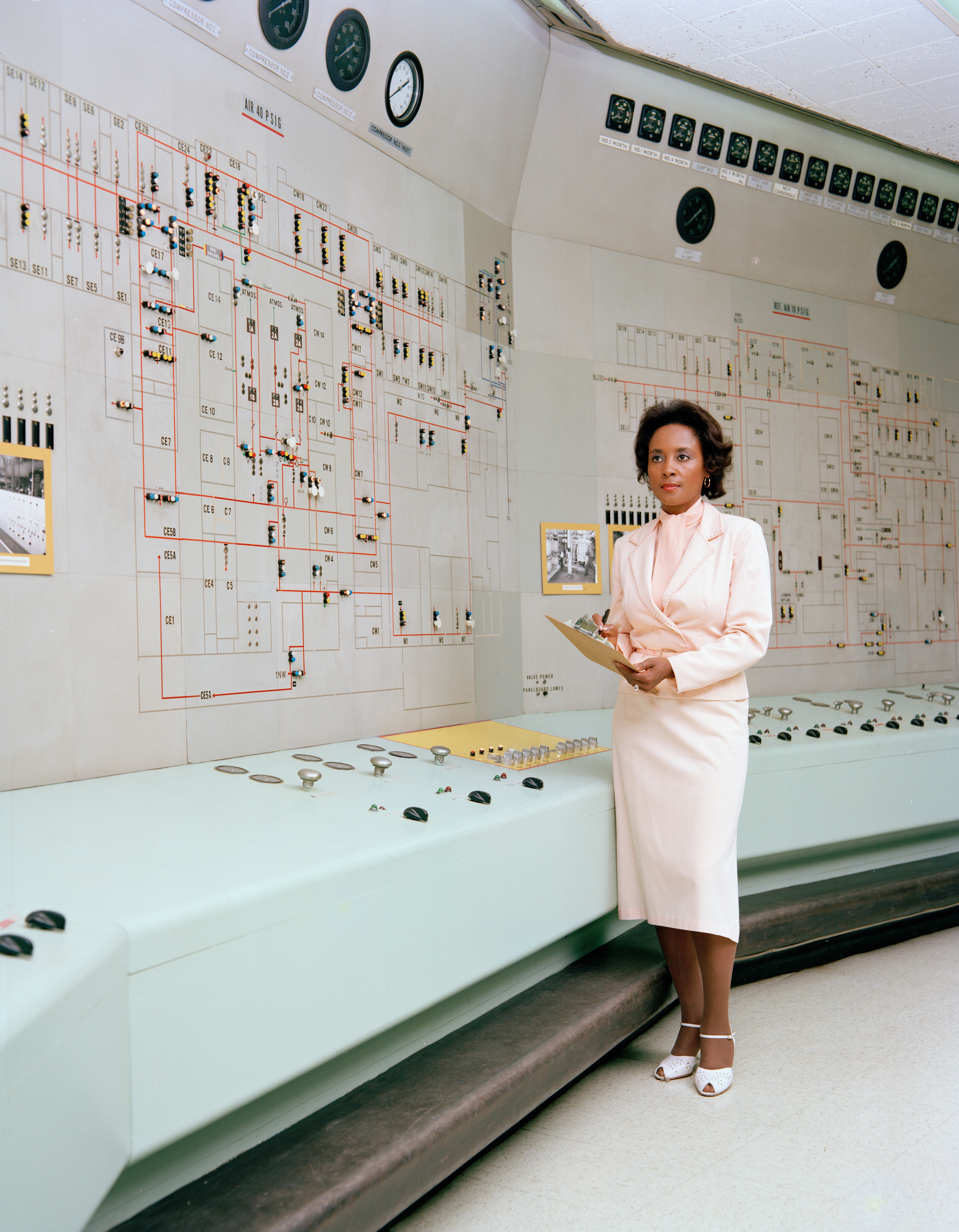
Annie Easley à la NASA en 1955.

Grace Hopper continue de contribuer aux sciences informatiques pendant les années 1950. Elle propose d'utiliser des compilateurs d'Harvard au programme UNIVAC qu'elle rejoint en 1949,. Milly Koss, Betty Holberton, Jean Bartik, Frances Morello et Lillian Jay sont également embauchées dans l'équipe. Pour programmer UNIVAC, Grace Hopper et son équipe utilisent le langage de programmation FLOW-MATIC qu'elle a développé. Betty Holberton écrit le code C-10 qui permet des entrées au clavier sur un ordinateur et développe le premier atelier de génie logiciel (SORT/MERGE), qui a été utilisé pour l'UNIVAC I : c'est la première fois qu'un ordinateur « utilise un programme pour écrire un programme ». Holberton suggère que le boîtier de l'ordinateur soit de couleur beige, ce qui deviendra une tendance durable. Koss travaille avec Hopper sur différents algorithmes ainsi qu'à un programme précurseur de générateur de rapports.
Klara Dan von Neumann est l'une des principales programmatrices du MANIAC, une version plus avancée d'ENIAC. Son travail servira dans le domaine de la météorologie et de la prévision météorologique.
Le NACA, puis la NASA, recrutent des femmes calculatrices après la Seconde Guerre mondiale. Dans les années 1950, une équipe effectue des calculs mathématiques au Lewis Research Center de Cleveland, dans l'Ohio, comprenant Annie Easley, Katherine Johnson et Kathryn Peddrew. Au « bureau national des normes » (« National Bureau of Standards »), Margaret R. Fox est embauchée comme membre du personnel technique du laboratoire d'informatique électronique en 1951. En 1956, Gladys West est embauchée par le Laboratoire d’armes navales (« U.S. Naval Weapons Laboratory ») des États-Unis en tant que calculatrice. West est impliquée dans des calculs permettant le développement du GPS.
Joyce Currie Little est l’une des premières programmeuses à analyser les données reçues des souffleries pour le constructeur aéronautique Convair. Elle utilise des cartes perforées sur l'IBM 650, situé dans un bâtiment différent de celui de la soufflerie. Pour gagner du temps dans la distribution physique des cartes perforées, elle et sa collègue, Maggie DeCaro, utilisent des patins à roulettes pour se rendre plus rapidement au bâtiment.
En Israël, Thelma Estrin travaille à la conception et au développement de WEIZAC, l'un des premiers ordinateurs électroniques programmables à grande échelle au monde. En Union soviétique, l’industrie informatique est dominée par les femmes, et c'est une équipe de femmes qui y conçoit le premier ordinateur numérique en 1951. Au Royaume-Uni, Kathleen Booth travaille avec son mari, Andrew Booth, sur plusieurs ordinateurs au Birkbeck College. Kathleen Booth est la programmeuse et Andrew construit les machines. Kathleen développe le langage informatique Assembly à ce moment-là. Kateryna Yushchenko crée le langage de programmation d'adresses pour le MESM (en) en 1955.
En France, l'informaticienne Alice Recoque entre en 1954 à la Société d'électronique et d'automatisme (SEA), entreprise qui construit les premiers ordinateurs français. Elle participe au développement du CAB500 et y étudie les mémoires à tores de ferrite pour le CAB1011, ordinateur installé l'année suivante au service du chiffre du Service de documentation extérieure et de contre-espionnage (SDECE). Elle devient cheffe de projet du mini-ordinateur Mitra 15, avant de passer à la recherche sur les architectures parallèles et sur l'intelligence artificielle.

### Années 1960

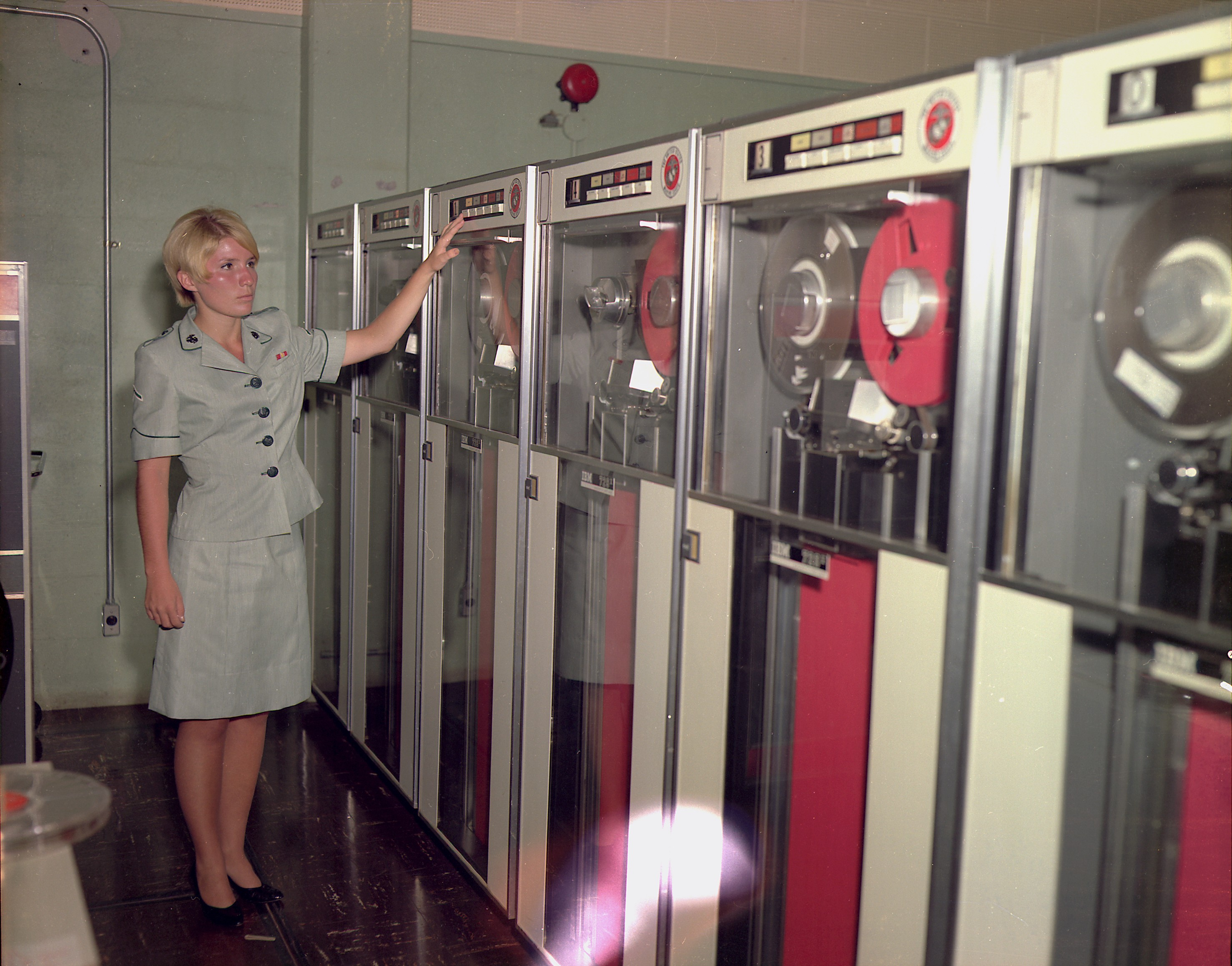
Patricia Barbeau opérant sur la bande d'entraînement de l'IBM 729 à Camp Smith.

Adele Mildred Koss, qui a collaboré à UNIVAC avec Hopper, commence à travailler à la Control Data Corporation (CDC) en 1965. Elle y développe des algorithmes concernant la partie graphique, dont le stockage et la récupération des images.
Employée de Burroughs Corporation, Mary K. Hawes organise une réunion en 1959 pour discuter de la création d'un langage de programmation pouvant être utilisé par toutes les entreprises dans leurs applications de gestion. Six personnes, dont Hopper, y assistent et réfléchissent à la philosophie de ce que doit être ce langage commun destiné aux logiciels de gestion (CBL, Common Business Language). Hopper s'implique dans le développement de Cobol (COmmon Business Oriented Language). Pour Cobol, Hopper transforme l'usage des symboles dans l'écriture de code. Hopper développe un langage de programmation plus facile à lire et doté d'une excellente capacité d'auto-documentation. Après la présentation de Cobol au Comité Exécutif de la Conference on Data Systems Languages, Betty Holberton continue de travailler à de nouvelles améliorations du langage avant sa soumission au Bureau d'impression du gouvernement des États-Unis en 1960. Les gens d'IBM n'adoptent Cobol que lentement, ce qui freine sa diffusion, mais Cobol est finalement reconnu en 1962 après que Hopper démontre publiquement que le compilateur fonctionne alors aussi bien sur UNIVAC que sur les ordinateurs RCA. Le développement de Cobol conduit à la création de compilateurs et compilateurs de compilateurs dont la plupart sont créés et améliorés par des femmes telles que Koss, Nora Moser, Deborah Davidson, Sue Knapp, Gertrude Tierney et Jean E. Sammet.
En 1961, Marion Créhange soutient la première thèse en informatique en France.
Sammet, qui travaille à IBM depuis 1961, est responsable du développement du langage de programmation FORMAC. Elle publie un livre, Programming Languages: History and Fundamentals (1969), qui est considéré comme le « travail de référence sur les langages de programmation » (the « standard work on programming languages ») selon Denise Gürer. C'est « un des livres les plus utilisés dans ce secteur » (« one of the most used books in the field ») d'après The Times en 1972.

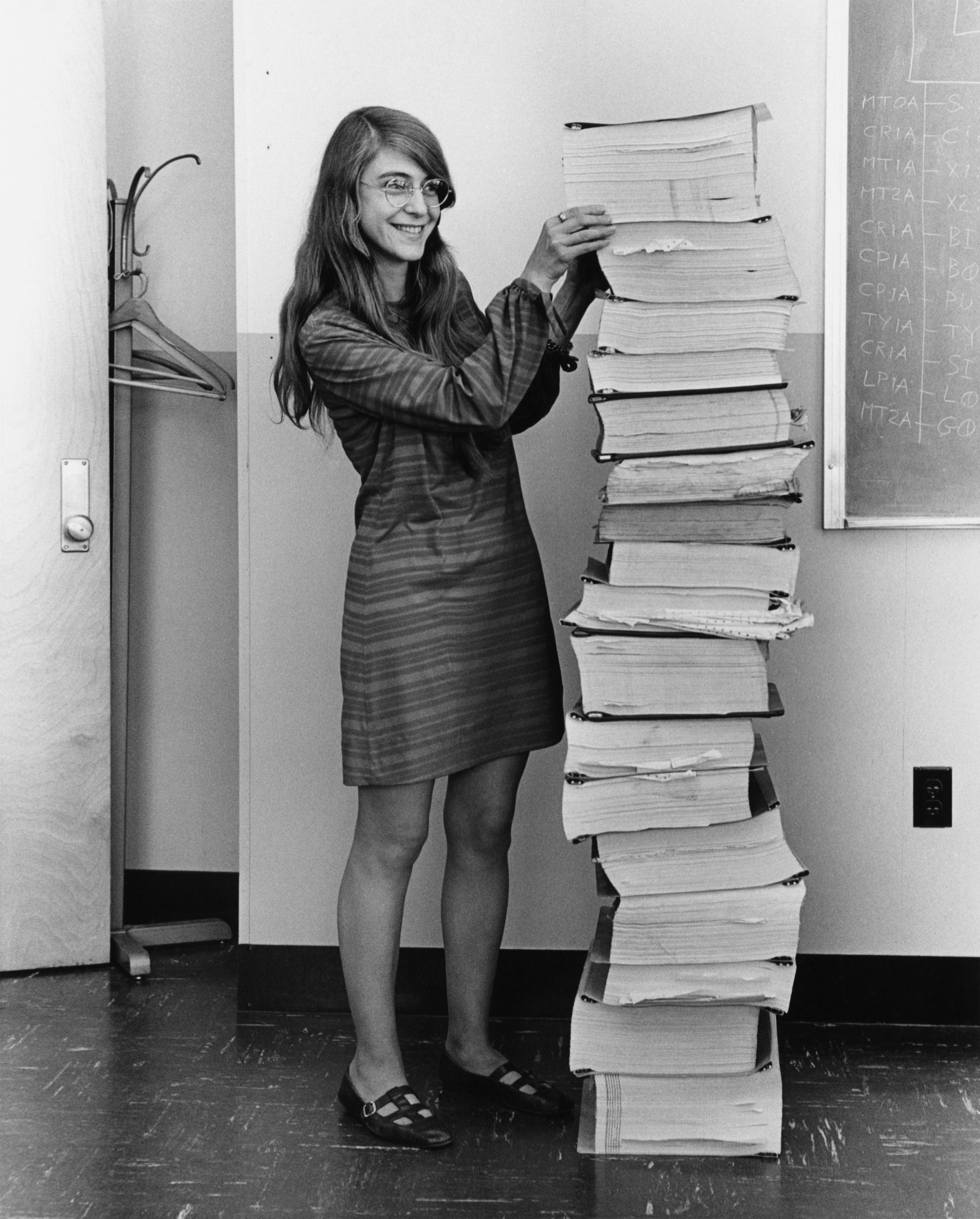
Margaret Hamilton en 1969, à côté des listes de logiciel que son groupe du MIT et elle ont produit pour le projet Apollo.

Entre 1961 et 1963, Margaret Hamilton commence à étudier la fiabilité logicielle tandis qu'elle travaille au système de défense aérienne fédéral SAGE. En 1965, elle est chargée de programmer un logiciel de vol embarqué pour le programme Apollo. Une fois le travail achevé, le programme de Hamilton est envoyé à Raytheon où des « expertes-couturières », appelées les « Little Old Ladies », transcrivent concrètement le code à l'aide de fils de cuivre et d'anneaux magnétiques. Chaque système peut emmagasiner plus de 2 000 mots représentés par des fils de cuivre.
En 1964, le Premier ministre Harold Wilson annonce une révolution « White-Hot » en technologie qui donnerait plus d'importance au travail informatique. Comme les femmes détiennent encore la plupart des postes en informatique et en programmation, on croit alors qu'elles obtiendront de meilleures perspectives de carrière. En 1965, Mary Kenneth Keller devient la première Américaine à obtenir un doctorat en informatique. Keller aide à développer BASIC tout en faisant ses études d'art au Dartmouth College, où les autorités de l'université enfreignent pour elle leur règle « ouvert seulement aux hommes » pour qu'elle puisse utiliser leur centre informatique.
Christine Darden commence à travailler pour l'équipe informatique de la NASA en 1967 après avoir reçu son diplôme de l'université de Hampton. Des femmes sont impliquées dans le développement de Whirlwind I dont Judy Clapp (en). Elle crée le prototype pour un programme de défense aérienne pour Whirlwind qui utilise des données radar pour suivre les avions en vol et pour diriger les vols des avions.
En 1969, Elizabeth J. Feinler, qui travaille pour l'université Stanford, fonde le premier manuel pour ARPANET. Cela mène à la création de l'annuaire ARPANET, qui est construit par Feinler et un groupe composé presque entièrement de femmes. Sans l'annuaire, « il est presque impossible de naviguer sur ARPANET ».
À la fin de la décennie, la démographie des programmeurs change, devenant majoritairement masculine. Bien que les femmes représentent entre 30 et 50 % des programmeurs dans les années 1960, peu d'entre elles sont promues à des rôles de direction et les femmes sont moins bien payées que leurs collègues masculins. Stephanie Shirley crée en 1962 l'entreprise Freelance Programmers en embauchant principalement des programmeuses, facilitant la vie familiale de ses salariés grâce au télétravail et aux horaires flexibles. Le magazine Cosmopolitan écrit un article en avril 1967 à propos des femmes programmeuses intitulé « The Computer Girls ». Bien que des magazines comme Cosmopolitan imaginent un futur brillant pour les femmes en informatique et en programmation dans les années 1960, les femmes sont toujours marginalisées dans les faits.

### Années 1970

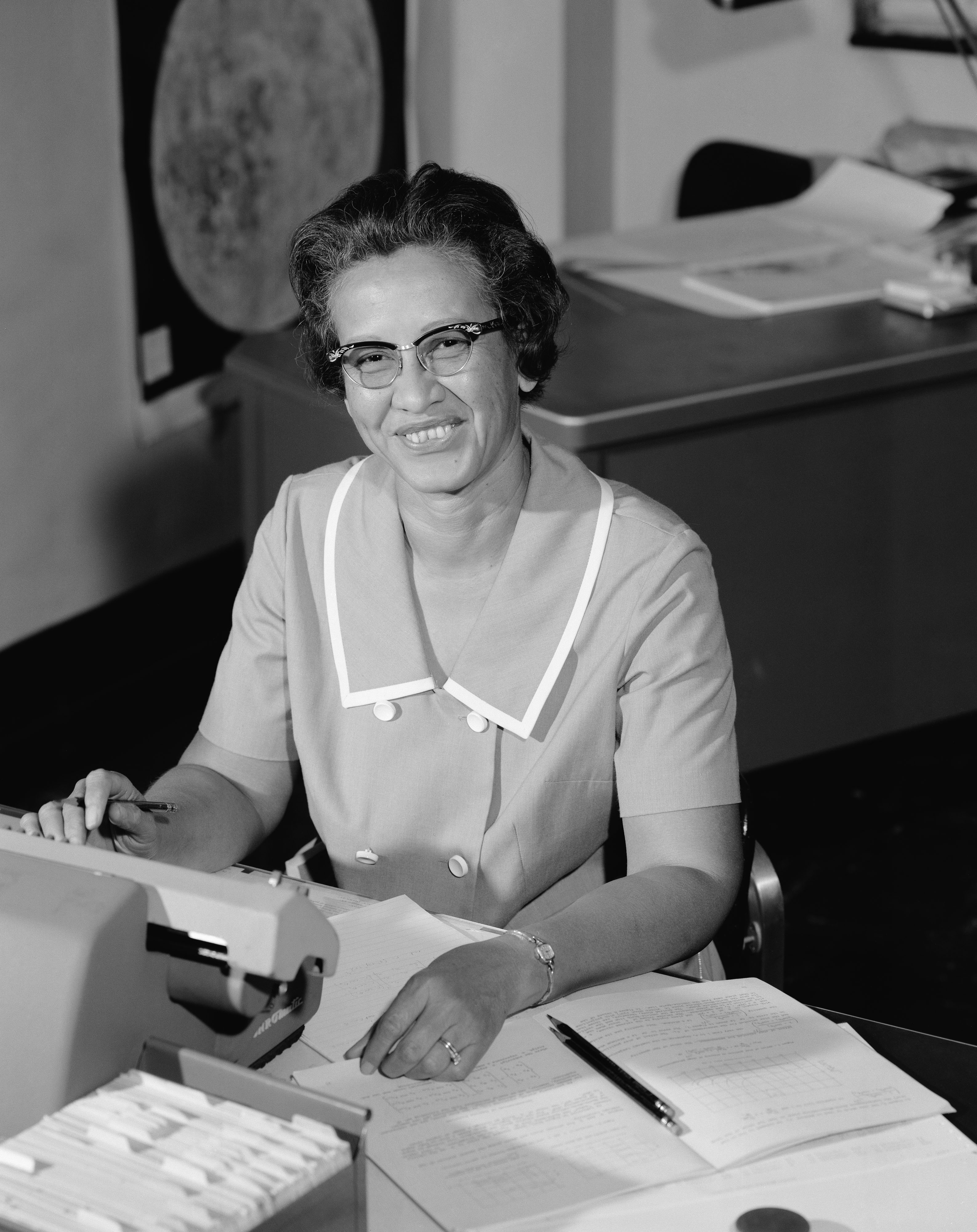
Katherine Johnson en 1966.

Au début des années 1970, Pam Hardt-English dirige un groupe pour créer un réseau d'ordinateurs appelé « Resource One », faisant partie d'un groupe nommé Project One.

Son idée de connecter les librairies et bibliothèques de la baie de San Francisco et Project One constitue un prototype précurseur de l'Internet. Pour travailler sur le projet, Hardt-English obtient un ordinateur SDS 940, très onéreux, grâce à une donation de la TransAmerica Leasing Corporation en avril 1972. Le groupe crée une bibliothèque électronique et l'héberge chez un disquaire nommé Leopold's à Berkeley. Cet espace devient la base de données Community Memory. Le suivi en est assuré par la hackeuse Jude Milhon. Après 1975, l'ordinateur SDS-940 est reconfiguré par Sherry Reson, Mya Shone, Chris Macie et Mary Janowitz afin de créer une base de données et un annuaire de service sociaux. Les exemplaires papier de l'annuaire, distribués sur abonnement, sont entreposés dans des bâtiments municipaux et des bibliothèques. La base de données est tenue à jour et opérationnelle jusqu'en 2009.
Au début des années 1970, Elizabeth « Jake » Feinler, qui travaille sur l'annuaire des ressources pour ARPANET crée avec son équipe le premier registre Whois. Feinler installe un serveur dans les locaux du Registre de noms de domaine (NIC) à Stanford. Ce serveur fonctionne comme un annuaire capable de fournir des informations pertinentes sur une personne ou une entité. Elle et son équipe travaillent à la création des noms de domaine, et Feinler propose que les domaines soient divisés en catégories basées sur la localisation des ordinateurs. Par exemple, les ordinateurs militaires ont le domaine .mil, ceux du domaine de l'éducation ont le domaine .edu. Feinler travaille pour NIC jusqu'en 1989.
Jean E. Sammet est la première femme présidente de l'Association for Computing Machinery, et occupe ce poste de 1974 à 1976.
Adele Goldberg est l'une des sept personnes programmeuses qui développent Smalltalk dans les années 1970, et écrit la majeure partie de la documentation de ce langage. C'est l'une des premières programmations orientées objet, la base de l'Interface graphique courante qui tire ses racines de The Mother of All Demos de Douglas Engelbart. Smalltalk est utilisé par Apple pour lancer l'Apple Lisa in 1983, le premier ordinateur personnel avec une interface graphique, et un an plus tard les Macintosh. Windows 1.0, qui se base sur les mêmes principes est lancé quelques mois plus tard en 1985,.
À la fin des années 1970, des femmes comme Paulson et Sue Finley écrivent des programmes pour la mission Voyager. Voyager continue d'intégrer leurs codes dans ses banques de mémoire quand elle quitte le système solaire. En 1979, Ruzena Bajcsy fonde le General Robotics, Automation, Sensing and Perception (GRASP) Lab à l'Université de Pennsylvanie.
Au milieu des années 1970 Joan Margaret Winters commence à travailler pour IBM dans un « projet à facteur humain » nommé SHARE. En 1978, Winters est la cheffe adjointe du projet et en devient la dirigeante entre 1983 et 1987. Le groupe SHARE effectue des recherches sur la façon dont les logiciels peuvent être conçus pour considérer les facteurs humains en ingénierie et design (en).
Erna Schneider Hoover développe un système informatisé permettant de permuter des appels téléphoniques remplaçant les switchboards. Son brevet pour le système obtenu en 1971, est l'un des premiers brevets obtenus pour un logiciel.

En France en 1978, Alice Recoque participe à la création de la Commission nationale de l'informatique et des libertés,.

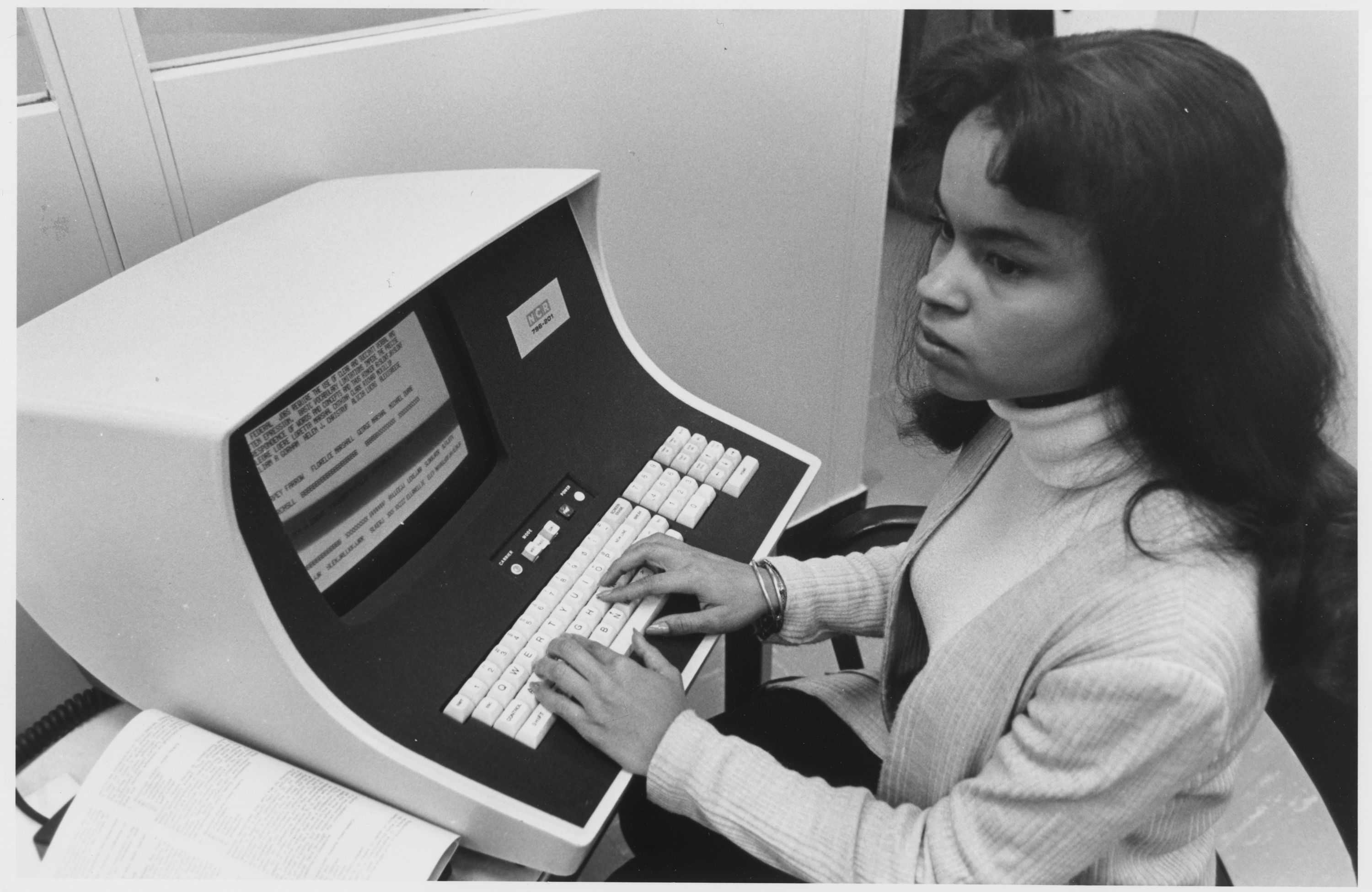
Utilisation d'un terminal NCR 796-201 vers 1972.

### Années 1980
Gwen Bell (en) fonde le The Computer Museum, Boston (en) en 1980. Le musée, qui collecte des artefacts informatiques, devient une organisation à but non-lucratif en 1982 et, en 1984, Bell le déménage dans la banlieue de Boston. Adele Goldberg sert comme présidente d'ACM de 1984 à 1986. En 1986, Lixia Zhang est la seule et la seule diplômée à participer aux réunions de la Internet Engineering Task Force (IETF). Zhang est impliquée dans les prémices du développement d'Internet.
Connue sous le nom de « la Betsy Ross de l'ordinateur personnel », selon The New York Times, Susan Kare travaille avec Steve Jobs sur les plans du premier Macintosh,. Kare dessine les éléments de la montre en mouvement, du pinceau et de la poubelle utilisé par les Mac,. Kare travaille pour Apple jusqu'au milieu des années 1980, travaillant sur les icônes pour Windows 3.0. Les autres graphismes sont développés par Nadia Magnenat-Thalmann au Canada. Thalmann travaille sur l'animation sur ordinateur pour développer « des acteurs virtuels réalistes », d'abord à l'Université de Montréal en 1980 puis à École polytechnique fédérale de Lausanne en 1988.

Dans le domaine des interactions homme-machine (HCI), la scientifique informatique Joëlle Coutaz développe le patron de conception présentation, abstraction, contrôle en 1987,. Elle fonde le groupe Interface utilisateur du Laboratoire de Génie Informatique de l'IMAG qui travaille sur les différents problèmes liés aux interfaces utilisateur et autres outils logiciels.

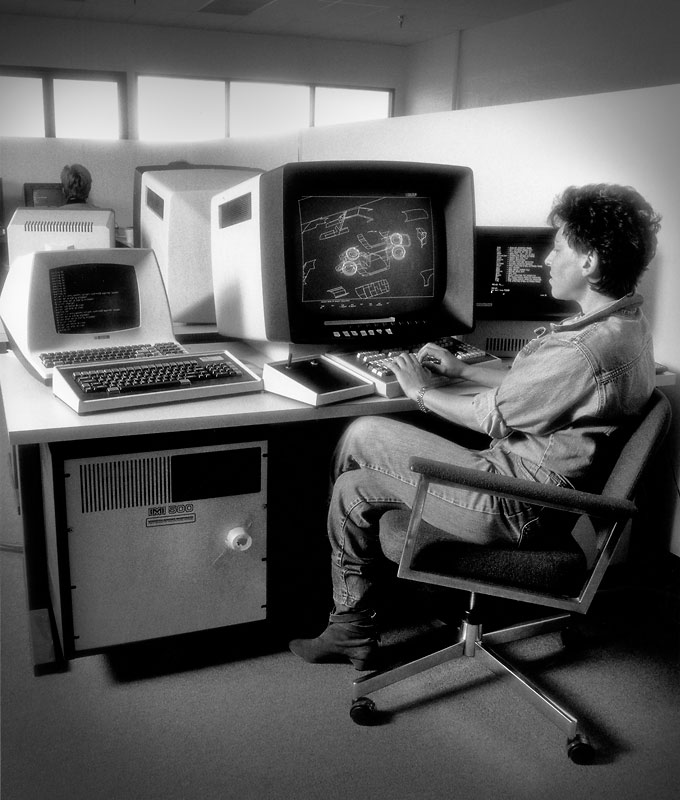
Shelley Lake travaille sur un ordinateur à Digital Productions, 1983.

Alors qu'ethernet devient le standard sur les ordinateurs mis en réseau localement, il est demandé à Radia Perlman, qui travaille pour Digital Equipment Corporation (DEC), de « fixer » les limites qu'Ethernet impose à des réseaux à trafic pour important. En 1985, Perlman arrive avec une façon de distribuer des paquets d'informations d'un ordinateur à un autre, d’une façon « infiniment évolutive » qui permet à des réseaux aussi larges qu'Internet de fonctionner : c'est le Spanning Tree Protocol. En 1988, Stacy Horn, à qui on présente le Bulletin board system (BBS) à travers The WELL, décide de créer sa propre communauté en ligne à New York, appelé East Coast Hang Out (ECHO). Horn investit son argent et donne l'idée d'ECHO à d'autres après que la banque ai refusé d'écouter son plan d'affaires. Horn fonde BBS sur Unix, un système d'exploitation qu'un de ses amis lui a présenté. ECHO est finalement déménagé dans un bureau à Tribeca dans les années 1990 et commence à recevoir l’attention de la presse. Les utilisateurs d'ECHO postent à propos des sujets qui les intéressent, discutent entre eux et reçoivent même un compte email. Près de la moitié des utilisateurs d'ECHO sont des femmes et est toujours en ligne en 2018.
L'Europe est derrière les autres pays concernant le développement de l’infrastructure d'Internet. Un projet est développé au milieu des années 1980 pour créer un réseau académique en Europe utilisant le modèle OSI. Borka Jerman Blažič (en), une informaticienne yougoslave est invitée à travailler sur le projet. Elle est impliquée dans la création du Yugoslav Research and Academic Network (YUNAC) en 1989 et est inscrit le domaine .yu pour le pays.
Les ordinateurs et les jeux vidéo deviennent populaires dans les années 1980 mais sont d'abord orientés vers l'action et non créés d'un point de vue féminin. Le fait que des personnages stéréotypés comme la demoiselle en détresse soient très présents n'invitent pas les femmes à jouer. Dona Bailey conçoit Centipede, où le joueur tire dans des insectes, en réaction aux jeux précédemment cités, car « il ne semble pas nul de tirer sur des insectes ». Carol Shaw, considérée comme la première création de jeux vidéo modernes, sort une version 3D de tic-tac-toe pour Atari 2600 en 1980. Roberta Williams et son époux Ken fondent Sierra Entertainment et deviennent les pionniers du jeu d'aventure graphique avec Mystery House et la série King's Quest. Les jeux ont une interface graphique amicale et introduisent de l'humour et des puzzles. Citée comme une importante créatrice de jeux vidéo, son influence s'élargit de Sierra aux autres compagnies comme LucasArts,. Brenda Laurel travaille sur les versions portatives sur Atari 2600 et Atari 8-bits des jeux d'arcades à la fin des années 1970 et au début des années 1980. Elle travaille ensuite chez Activision, écrivant le manuel pour Maniac Mansion.
1984 est l'année des Femmes en sciences et ingénierie (Women Into Science and Engineering (WISE)). Un rapport publié cette année-là par Ebury Publishing rapporte que dans une famille typique, seulement 5% des mères et 19% des filles utilisent un ordinateur à la maison contre 25% des pères et 51% des fils. Pour contrer ses chiffres, l'entreprise lance une série de produits logiciels conçus avec un public féminin en tête et promus via le magazine Good Housekeeping. Anita Borg, qui remarque la sous-représentation des femmes dans l'informatique, fonde un groupe d'entraide par email nommé Systers en 1987.

### Années 1990

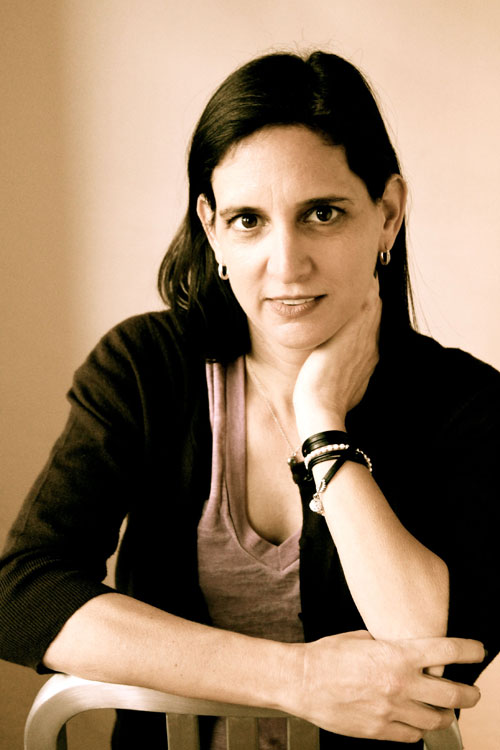
aide à populariser les e-Zines dans les années 1990.

Dans les années 1990, l'information est dominée par les hommes. La proportion de femmes diplômées en sciences informatiques en 1984 est autour de 37 %, puis commence à décliner lentement. À la fin du XXe siècle, bien qu'on voie réapparaître un pic de femmes scientifiques et ingénieures, il ne touche pas le domaine de l'informatique, qui stagne. Cette stagnation est l'objet de moqueries à la fin des années 1990, via la règle de Dave, qui stipule que si une équipe comprend autant de femmes que de personnes nommées Dave, elle a alors atteint un équilibre acceptable entre les sexes.
Cependant, les femmes sont recrutées professionnellement pour travailler dans les domaines de l'hypertexte et de l'hypermédia à la fin des années 1980 et au début des années 1990. Un groupe de femmes de l'université Brown, parmi lesquelles Nicole Yankelovitch et Karen Catlin (en), développent l'intermedia et inventent le lien d’ancrage. Apple finance en partie leur projet et incorpore leurs concepts dans son système d'exploitation. Sun Microsystems Sun Link Service est développé par Amy Pearl. Janet Walker (en) développe le premier système qui utilise des signets en créant le Symbolics Document Examiner (en). En 1989, Wendy Hall fonde un projet hypertexte appelé Microcosm (système hypermédia) (en), basé sur la numérisation de matériel multimédia trouvé dans les archives Mountbatten. Cathy Marshall (en) travaille sur le système NoteCards (en) à Xerox. NoteCards influence l'HyperCard d'Apple. Quand Internet devient le World Wide Web, les développeurs comme Hall adaptent leurs programmes pour inclure les internautes. Son Microcosm est spécifiquement adapté aux nouvelles technologies, avec des animations et des modèles 3D. En 1994, Hall aide à organiser la première conférence sur Internet.
Sarah Allen (en), la cofondatrice de Adobe After Effects, cofonde une compagnie de logiciel commercial appelée CoSA en 1990. En 1995, elle commence à travailler pour Shockwave (game portal) (en) pour Macromedia où elle est la cheffe développeuse du Shockwave Multiuser Server, d'Adobe Flash Media Server et de Flash Video.
À la suite de la popularisation d'Internet dans les années 1990, des espaces en ligne sont créés pour accueillir les femmes, dont la communauté en ligne Women's WIRE (en) et le groupe d'entraide LinuxChix. Women's WIRE, lancé par Nancy Rhine et Ellen Park en octobre 1993, est la première compagnie Internet s'intéressant spécifiquement à cette partie de la population,. Une conférence pour les femmes ayant des emplois liés à l'informatique, la Célébration des femmes en informatique Grace Hopper (en) est inaugurée en 1994 par Anita Borg.
La conceptrice de jeux vidéos Brenda Laurel commence à travailler pour Interval Research Corporation en 1992, et commence à réfléchir aux différentes façons qu'ont les filles et les garçons de jouer aux jeux vidéo. Après avoir interrogé près de 1 000 enfants et 500 adultes, elle conclut que la création de jeux n'intègre pas les centres d'intérêt des filles: les filles avec lesquelles elle parle disent vouloir plus de jeux avec des mondes ouverts et des personnages avec qui elles peuvent interagir. Ses recherches mènent Interval Research à lui confier sa propre compagnie de recherche en 1996, Purple Moon. Toujours en 1996, le jeu Barbie: Fashion Designer de Mattel devient le premier best-seller des jeux pour filles. Les deux premiers jeux vidéo de Purple Moon, basés sur le personnage Rockett, entrent dans la liste des 100 jeux vidéo les plus vendus lors de leur année de sortie. En 1999, Mattel vend Purple Moon.
Jaime Levy (en) crée les premiers e-zines au début des années 1990, avec CyberRag, qui inclut des articles, des jeux et des animations chargés sur des disquettes utilisables sur MacOS. Peu après, elle renomme son Zine en Electronic Hollywood. Billy Idol demande à Levy de créer un disque pour son album Cyberpunk. Elle est engagée en tant que directrice de la création du magazine en lige Word en 1995.
Le collectif cyberféministe VNS Matrix, fondé par Josephine Starrs, Julianne Pierce (en), Francesca da Rimini et Virginia Barratt, crée de l'art dans les années 1990 en liant la technologie informatique et des corps féminins. En 1997, le premier rassemblement cyberféministe a lieu à Cassel et est appelé la First Cyberfeminist International.
En Chine, Hu Qiheng, est la directrice du groupe qui installe la première connexion de suite des protocoles Internet pour la Chine, se connectant à Internet le 20 avril 1994. En 1995, Rosemary Candlin (en) travaille à l'écriture d'un réseau pour l'Organisation européenne pour la recherche nucléaire (CERN) à Genève. Dans les années 1990, Nancy Hafkin est une figure importante dans les travaux avec l'Association pour le progrès des communications (APC), permettant d'établir la connexion par email avec 10 pays africains. Débutant en 1999, Anne-Marie Eklund Löwinder commence à travailler sur le Domain Name System Security Extensions (DNSSEC) en Suède. Elle s'assure plus tard que le domaine .se soit le nom de domaine n°1 à être signé par DNSSEC.

### Années 2000

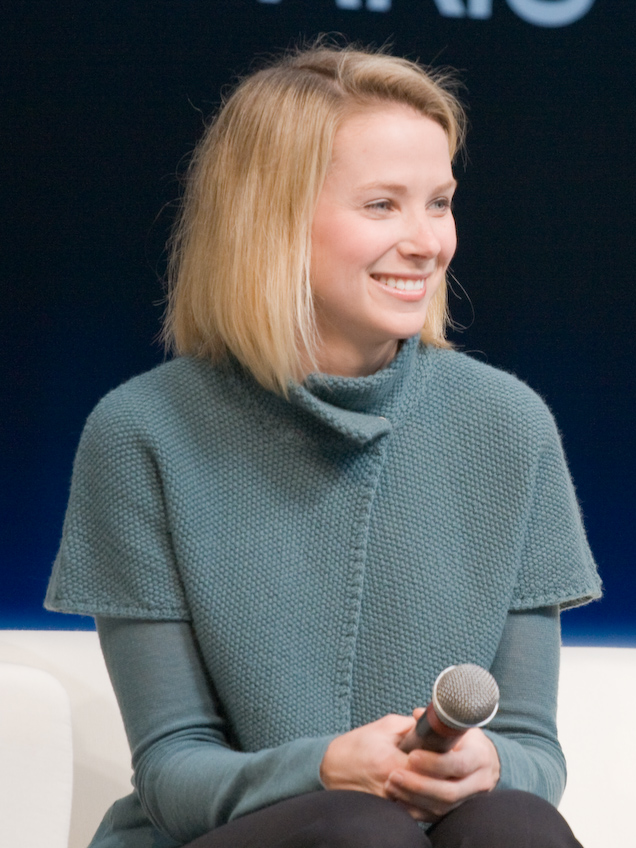
L'ancienne vice-présidente de Google Search Products and User Experience, ancienne présidente et directrice générale de Yahoo!, Marissa Mayer.

Au XXIe siècle, plusieurs tentatives sont faites pour tenter de réduire le fossé des genres en informatique et faire venir plus de femmes dans le domaine de l'informatique. Un sondage de 2001 remarque que, bien que les deux sexes utilisent des ordinateurs et Internet à parts égales, les femmes choisissent cinq fois moins souvent de se tourner vers une carrière ou des études en informatique lors de leurs études supérieures. La journaliste Emily Chang (en), auteur d'un livre sur la « culture bro » — « culture » particulièrement répandue dans les milieux de la tech, et réputée pour sa misogynie —, dit que la clef du problème réside dans les tests de personnalité lors des entretiens d'embauches et l'idée que les bons programmeurs seraient introvertis, ce qui tend à encourager le recrutement de personnes répondant au stéréotype des hommes blancs de caractère antisocial.
En 2004, le National Center for Women & Information Technology (en) est fondé par Lucy Sanders (en) pour travailler à réduire le fossé entre les genres. L'université Carnegie-Mellon a travaillé de manière concertée en faveur de la diversification des genres dans le domaine des sciences informatiques par la sélection d'étudiants sur la base d'une large gamme de critères, parmi lesquels la capacité de direction, le sens de la communauté et de bons résultats en maths et en sciences, au lieu de la traditionnelle expertise de programmation. Tout en augmentant le nombre de femmes admises dans cette université, le programme a permis plus globalement un meilleur niveau de qualité chez l'ensemble des étudiants par l'effet indirect d'une diversité accrue.

### Années 2010
Malgré les travaux pionniers de certaines créatrices, les jeux vidéo sont toujours considérés comme un univers porteur d'un fort biais masculin. Une enquête de l'International Game Developers Association en 2013 révèle que 22 % des concepteurs de jeux vidéo sont des femmes, un chiffre bas quoique nettement supérieur à ceux des précédentes décennies. Travaillant à l'inclusion dans le monde de l'open source, Coraline Ada Ehmke lance le « Code de conduite des contributeurs » en 2014. En 2018, près de 40 000 réseaux utilisent le Code de conduite dont TensorFlow, Vue.js et Linux. En 2014, Danielle George (en), professeure à la School of Electrical and Electronic Engineering de l'université de Manchester fait un discours à la Royal Institution Christmas Lectures (en) sur « Comment pirater votre maison », décrivant de simples expériences comprenant un Tetris géant fait à partir des lumières d'un immeuble,.
En 2017, Michelle Simmons fonde la première compagnie de calcul quantique en Australie. La compagnie, qui a fait de « grand progrès » en 2018, a pour idée de développer un prototype en silicone d'un circuit intégré quantique 10-qubit pour 2022. La même année, Doina Precup prend la direction de DeepMind Montréal, une entreprise en intelligence artificielle.

## Le fossé des genres en informatique
Un des plus gros problèmes auquel se confrontent les femmes dans le domaine informatique de l'époque moderne tient au fait qu'elles se retrouvent à travailler dans un environnement hostile, au point d'abandonner une carrière en programmation et technologie. En 2013, un rapport de la National Public Radio (États-Unis) indique que 20 % des développeuses de programmes sont des femmes,. En 2015, en Europe, seulement 29 femmes diplômées sur 1 000 sont titulaires d’un diplôme en informatique, et seulement quatre ont poursuivi pour accéder à des carrières dans les technologies de l'information et de la communication (TIC). Il n'y a pas de consensus sur la raison principale qui ferait qu'il y a moins de femmes en informatique. En 2017, James Damore est renvoyé de Google après avoir affirmé publiquement qu'il y avait une raison biologique expliquant la moindre représentation des femmes en informatique. En 2017-2018, une certaine prise de conscience a également lieu en ce qui concerne des agissements sexistes parfois très présents au cours du cursus étudiant (en France, une enquête largement commentée de l'association Social Builder indique qu'une proportion de 7 étudiantes sur 10 a été « l’objet d’agissements sexistes pendant leur formation, allant des blagues et des remarques sexistes sur leurs compétences jusqu’au harcèlement sexuel » ; cela a entraîné dans ce même pays, au sein de quelques établissements de formation et entreprises, la mise en place de plans de sensibilisation sur le sujet l'année suivante). Par ailleurs, en 2018, Wikipédia est critiquée pour n'avoir aucun article sur la scientifique Donna Strickland avant qu'elle ne reçoive un prix Nobel de physique, fait qui est attribué à une disparité de genre chez les contributeurs et contributrices de la plateforme.
En 1991, l'informaticienne américaine Ellen Spertus écrit un essai intitulé Why Are There So Few Women in Computer Science? (Pourquoi y a t-il si peu de femmes en informatique), qui fait état d'un sexisme inhérent au secteur de l'informatique, responsable d'un manque de femmes dans ce secteur. Elle enseigne par la suite l'informatique au Mills College, à Oakland (Californie) afin d’accroître l'intérêt des femmes pour l'informatique. Un des problèmes clés est le manque de rôle modèle pour les femmes dans l'industrie, ajouté au fait que les développeurs dans la fiction et les médias sont en général des hommes. Wendy Hall, de l'Université de Southampton, indique que l'attractivité des ordinateurs pour les femmes décroît considérablement quand les ordinateurs sont vendus comme jouets à des garçons, et qu'un stigmate culturel perdure depuis, si toutefois il n'a pas empiré. Kathleen Lehman, directrice de projet pour l'initiative BRAID Initiative à l'Université de Californie à Los Angeles, affirme que le problème tient au fait que les femmes souhaitent la perfection et sont déçues quand le code n'est pas compilé alors que les hommes considèrent cela seulement comme une expérience d'apprentissage. Un rapport dans le Daily Telegraph suggère que les femmes préfèrent généralement les métiers dans lesquels elles font face à des personnes, ce que la programmation et l'informatique n'offrent pas, alors que les hommes préfèrent les métiers orientés vers des objets et des tâches,.
La disparité de genre en informatique n'est pas mondiale. Le pourcentage de femmes est significativement plus élevé en Inde par rapport aux pays occidentaux. En Europe, la Bulgarie et la Roumanie ont le plus fort pourcentage de femmes exerçant comme développeuses. Dans les universités gouvernementales en Arabie Saoudite en 2014, les femmes arabes représentent 59% des étudiants enrôlées en informatique. Néanmoins, le ratio d'Afro-Américaines parmi les développeuses et les chercheuses informaticiennes est bien moins élevé que la moyenne globale. Il a été suggéré que le fossé est plus important dans les pays où l'égalité entre hommes et femmes est plus avancée. L'explication retenue pour l'écart entre présence des femmes entre pays économiquement avancés et moins avancés, dans les domaines des mathématiques, de la physique et de l'informatique, proviendrait d'une plus grande facilité des femmes à exprimer leurs préférences intrinsèques, selon une approche essentialiste s'appuyant sur la psychologie évolutionniste, ou, au contraire, d'un renforcement des stéréotypes liés aux mathématiques dans les pays les plus avancés, ces stéréotypes liés aux mathématiques étant inversément corrélés avec les stéréotypes traditionnels de genre tels que l'absence de besoin d'éducation supérieure pour les femmes. En 2020, une étude du Boston Consulting Group indique que les femmes composent 35 % des étudiants en sciences, technologie, ingénierie et mathématiques (STIM) et 15 % de l'ensemble des data scientists à l'échelle mondiale.
En France, il y a eu un pic de femmes dans le secteur informatique du milieu des années 1970 au milieu des années 1980, qui par la suite a chuté, dans la foulée de l'apparition de l'image du « geek » et de la présence de stéréotypes dès l'école. D'abord un simple métier du secteur tertiaire, le milieu de l'informatique évolue ainsi avec le développement du micro-ordinateur personnel et gagne en prestige, avec une décrue du nombre de femmes. Isabelle Collet évoque aussi l'absence de CAPES d'informatique comme une limite supplémentaire aux études en informatique, pour les femmes qui envisagent une carrière dans l'enseignement. En 2022, une enquête du cabinet Global Contact indique que les femmes ne composent que 17 % des diplômés du numérique ayant un métier dans ce même secteur.
L’écart entre les sexes pour ce qui est de la participation à l’éducation aux STIM et de la réussite scolaire dans ce domaine a été l’objet de nombreuses recherches durant plusieurs décennies,. Il a été constaté que les programmes de mentorat améliorent l'éducation des femmes aux sciences, technologie, ingénierie et mathématiques et leur confiance dans les études et carrières dans l'informatique.

## Attribution de prix

### Récipiendaires du prix Turing

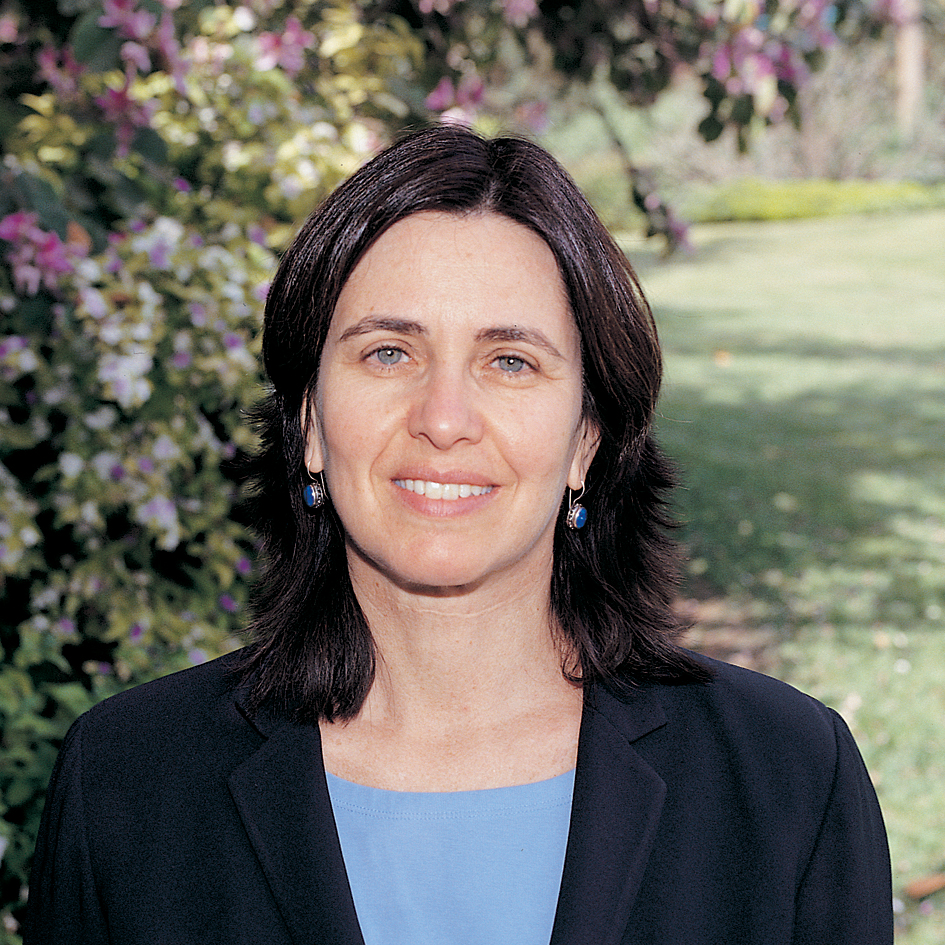
Shafi Goldwasser, récipiendaire en 2012 du prix Turing pour son travail collaboratif en cryptographie.

Le prix Turing de l'Association for Computing Machinery, parfois appelé le « prix Nobel » de l'informatique, est nommé ainsi en l'honneur d'Alan Turing. Il est reçu par trois femmes entre 1966 et 2015 :
- 2006 : Frances Allen
- 2008 : Barbara Liskov
- 2012 : Shafi Goldwasser

### Récipiendaires du prix Karen-Spärck-Jones
La British Computer Society Information Retrieval Specialist Group (BCS IRSG), avec l'aide de la British Computer Society, crée un prix en 2008 pour rendre hommage aux réalisations de Karen Spärck Jones, une professeure émérite en informatique et information de l'université de Cambridge et l'une des femmes les plus remarquables en informatique. Le prix KSJ est délivré à quatre femmes entre 2009 et 2017 :
- 2009 : Mirella Lapata
- 2012 : Diane Kelly
- 2015 : Emine Yilmaz
- 2016 : Jaime Teevan

## Organisations
Plusieurs groupes importants sont fondés pour encourager les femmes dans l'industrie informatique. L'Association for Women in Computing est l'une des premières et s'occupe de promouvoir l'avancement des femmes dans les professions informatiques. Le CRA-W: Committee on the Status of Women in Computing Research (en) établi en 1991 veut augmenter le nombre de femmes dans la recherche et l’éducation informatique à tous les niveaux.
l'Institut Anita-Borg dirige la conférence annuelle Grace Hopper Celebration of Women in Computing (en). Le National Center for Women & Information Technology (en) est une ONG visant à accroître le nombre de femmes dans les secteurs technologique et informatique. Le Women in Technology International (en) (WITI) est une organisation mondiale vouée à la promotion des femmes dans les affaires et en technologie.
Des groupes et sociétés importantes ont des filiales consacrées aux femmes. L'ACM-W (en) compte plus de 36 000 membres. Le BCSWomen (en) est un groupe formé exclusivement de femmes de la British Computer Society, créée en 2001. En Irlande, l'organisation caritative Teen Turn (en) propose des cours en dehors de l'école et des emplois pour des filles. Le Women in Technology and Science (WITS) milite pour l'inclusion et la promotion des femmes dans les disciplines STIM.
Le Women's Technology Empowerment Centre (en) (W.TEC) est une ONG qui se concentre sur l'offre éducationnelle et de mentorat dans les domaines de la technologie à des femmes et des filles nigérianes. Le Women's Technology Empowerment Centre (en) est une ONG qui offre des cours de technologie à de jeunes Africaines-Américaines. Girls in Tech est une ONG axée sur l'engagement, l'éducation et l'autonomisation des femmes dans le domaine de la technologie.
D'autres organisations vouées aux femmes en informatique comprennent : Girl Develop It (en), qui offre des programmes abordables pour des femmes qui souhaitent apprendre le développement web et la programmation dans un environnement dépourvu de jugements ; Girl Geek Dinners (en) , un groupe international pour les femmes de tous âges ; Girls Who Code, une ONG œuvrant pour la réduction du biais de genre en technologie ; LinuxChix, une communauté orientée vers les femmes du mouvement de l'open source et Systers, une liste de diffusion destinée au mentorat des femmes de l'informatique.